# Кисле (Ішимський район)
Ки́сле (рос. Кислое) — присілок у складі Ішимського району Тюменської області, Росія.
Населення — 96 осіб (2010, 108 у 2002).
Національний склад станом на 2002 рік:
- росіяни — 82 %